# Judi Bari
Judi Bari (Baltimore , Maryland , 7 de noviembre de 1949 - California, 2 de marzo de 1997) fue una ambientalista y líder laboral estadounidense, feminista, anarquista y la principal organizadora de Earth First! campañas contra la tala en los antiguos bosques de secuoyas del norte de California en los años ochenta y noventa. También organizó esfuerzos a través de Earth First! - Industrial Workers of the World para reunir a los trabajadores de la madera y los ambientalistas en una causa común.

## Antecedentes familiares y primeros años
Bari nació y creció en Silver Spring, Maryland, hija de la matemática Ruth Aaronson Bari y el engastador de diamantes Arthur Bari. Los mayores Bari fueron ambos participantes activos en la política de izquierda, ellos abogaron por los derechos civiles y se opusieron a la Guerra de Vietnam. Una de las hermanas de Judi Bari es la periodista científica del New York Times Gina Kolata; la otra hermana, Martha Bari, es historiadora del arte. El padre de Bari era de ascendencia italiana y su madre era judía. Aunque Judi asistió a la Universidad de Maryland durante cinco años, se retiró sin graduarse. Admitió que su carrera universitaria fue más notable por los "disturbios contra la guerra de Vietnam". Antes de mudarse al norte de California, Bari era empleada de una cadena de supermercados y se convirtió en una organizadora sindical en su fuerza laboral.
En 1978, Bari conoció a su futuro esposo Mike Sweeney en una conferencia de organizadores laborales. Compartieron un interés en la política radical. Sweeney se graduó de la Universidad de Stanford y fue miembro del grupo maoísta Venceremos a principios de los años setenta. Para 1980 estaban casados y vivían en Santa Rosa, California. Destacaron en un esfuerzo del vecindario para cerrar una pista de aterrizaje al oeste de Santa Rosa, alegando que se expandiría a un aeropuerto comercial. Dio a luz a dos hijas, Lisa (1981) y Jessica (1985).

## Actividades políticas y de conservación
Desde principios hasta mediados de la década de 1980, Bari dedicó su tiempo a Promesa de resistencia, un grupo que se opuso a las políticas estadounidenses en América Central. Ella era una virtuosa autoproclamada en el megáfono. Editó, escribió y dibujó caricaturas para folletos políticos y publicaciones. Alrededor de 1985, Bari se mudó al norte con su esposo y sus dos hijos a las cercanías de Redwood Valley en el condado de Mendocino, California. En 1986, el millonario de Houston, Charles Hurwitz había adquirido Pacific Lumber Company y duplicó su tasa de extracción de madera como un medio para pagar el costo de adquisición. Esto enfureció a los ambientalistas y llamó la atención de las agencias gubernamentales debido al uso de bonos basura.